# Abnormipterus abnormis
Abnormipterus abnormis là một loài bướm đêm thuộc phân họ Arctiinae, họ Erebidae.